# Garabito (tổng)
Garabito là một tổng trong tỉnh Puntarenas, Costa Rica. Tổng này có diện tích 316,31 km², dân số năm 2008 là 13165 người..